# 髡髮
髡髮，又稱為辮髪、辮子頭，是古代东胡及其后代民族的髮式，是东胡系诸民族区别于匈奴系诸民族的重要特征之一。古代漢族男孩也常见此髮式。

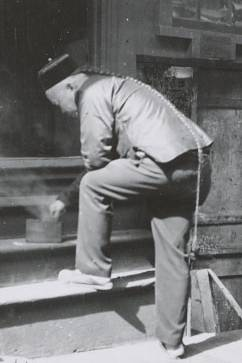
20世纪初美国唐人街华人的长辫子

其特征是将头顶部分的头髮全部或部分剃除，只在两鬓或前额部分留少量餘髮作装饰，根據性別、民族、歷史時期及個人成長階段不同，髡髮有多種髮式。

## 鲜卑
史書記載最初的「髡髮」流行於鮮卑別部柔然先祖木骨閭之後，而同時期拓跋鮮卑流行「索髮」。

## 契丹族

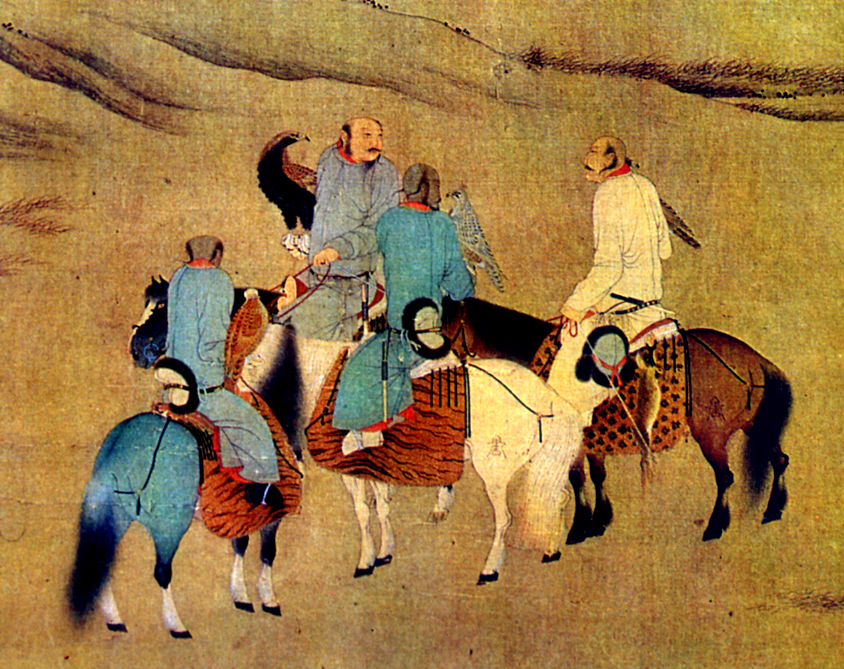
《出猎图》中的契丹人

契丹人建国後保留了髡髮习俗。

## 蒙古
元代蒙古族男子的髮型稱「婆焦」，又稱『不狼兒』 ，只在額前和腦後留下三綹頭髮，額前的剪齊貼額頭，兩旁的綰成兩髻或結辮懸垂到肩上。

## 女真與滿洲
金朝入侵中原後曾下令部分居民剃髮，清朝有剃髮易服，清代與金代髮型類似，區別在於金朝為两根辮子。

## 其他
美國原住民、普魯士、神聖羅馬帝國、英國和西班牙士兵都留過辮子。
日本在江戸時代以前流行月代的成年男性髮型，將由前額側開始至頭頂部的頭髮全部剃光，使頭皮露出呈半月形。

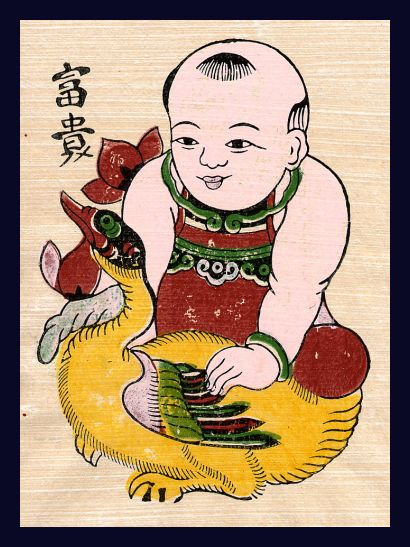
越南传统年画，幼儿的发式与中国古代类似

另外，阮惠击败後黎朝后，後黎朝的大臣和昭統帝逃离越南，前往清朝避难，地位较低的後黎朝大臣则被派往四川和浙江耕种清政府土地并加入綠營，他们穿上了清朝的服装，並留著清朝男人的辫子，实际上已成为清朝的归化国民，還有一些後黎朝大臣前往新疆迪化。

## 註释
1. ↑  .   [2018-12-10]. （原始内容存档于2018-12-19）.
2. ↑  .   [2019-08-27]. （原始内容存档于2019-08-27）.
3. ↑  Anderson, James A.; Whitmore, John K. . Handbook of Oriental Studies. Section 3 Southeast Asia reprint, revised. BRILL. 2014: 309  [2021-12-04]. ISBN 978-9004282483. （原始内容存档于2021-12-04）.
4. ↑  Annam and its Minor Currency （页面存档备份，存于）, chapter 16.
5. ↑  Thái Mỹ. . 24 April 2019  [2021-12-04]. （原始内容存档于2022-04-26） （越南语）.
6. ↑  Lê Tiên Long. . 9 December 2018  [2021-12-04]. （原始内容存档于2020-02-14） （越南语）.